# James Jeans
Sir James Hopwood Jeans (Ormskirk, 11 settembre 1877 – Dorking, 16 settembre 1946) è stato un astronomo, matematico e fisico britannico.
I suoi maggior contributi hanno soprattutto riguardato l'applicazione della matematica alla fisica e all'astronomia.

## Biografia
Studiò al Mercant Taylors College, presso Northwood, quindi al Wilson's Grammar College, a Camberwell, per laurearsi al Trinity College di Cambridge, di cui fu subito dopo nominato fellow (nel 1901). Qui rimase ad insegnare fino al 1905, quando passò all'Università di Princeton, dove rimase fino al 1910, allorché ritornò a Cambridge. Nel 1923 divenne research associate al Mt. Wilson Observatory di Pasadena, in California, dove rimase fino al 1944, quando si ritirò.
Effettuò importanti ricerche in meccanica quantistica e meccanica statistica, in astronomia e astrofisica, in elettrodinamica. A lui si deve, fra l'altro, la cosiddetta instabilità di Jeans.
Con Harold Jeffreys dimostrò che la teoria di Kant-Laplace sull'origine del sistema solare non poteva essere valida, e ne presentò una nuova secondo la quale, circa cinque miliardi di anni fa, i pianeti si sarebbero staccati dal Sole per effetto di una marea causata dalla vicinanza di una stella.
Jeans si dimostrò anche un buon divulgatore in libri come Astronomia e cosmogonia (1928), L'universo intorno a noi (1929), Fisica e filosofia (1942). 
Si occupò pure di epistemologia, nonché degli aspetti scientifici della musica in Scienza e musica (1938).

## Opere
- The dynamical theory of gases (Cambridge: University Press, 1904)
- An elementary treatise on theoretical mechanics (Boston: Ginn & co., 1907)
- The mathematical theory of electricity and magnetism (Cambridge: University Press, 1911)
- Problems of cosmogony and stellar dynamics (Cambridge: University Press, 1919)
- L'Universo Misterioso, traduzione di Giovanni Gentile Nudi (Milano: Treves-Treccani-Tumminelli, 1932)
- The new background of Science (London: MacMillan, 1933)
- Through Space and Time (Cambridge: University Press, 1934)
- Science and music (Cambridge: University Press, 1937)
- Physics and Philosophy (Cambridge: University Press, 1943)
- The growth of physical sciences (Cambridge: University Press, 1947)